# Ichneumon sequanensis
Ichneumon sequanensis là một loài tò vò trong họ Ichneumonidae.